# Албанский военный контингент в Афганистане
Албанский военный контингент в Афганистане — подразделение вооружённых сил Албании, действовавшее в Афганистане.

## История
Первоначально, в июле 2002 года в Афганистан было направлено 22 албанских военнослужащих, которые несли службу в составе турецкого контингента и выполняли задачи по охране объектов и патрулированию местности в окрестностях Кабула (в дальнейшем, в ходе несения службы албанские военнослужащие контактировали также с военнослужащими США).
15 июня 2007 года состоялось совещание НАТО в Брюсселе, на котором было утверждено решение о увеличении численности войск в Афганистане. После этого, 28 июня 2007 года правительство Албании отправило ещё 110 военнослужащих в состав сил НАТО. Это подразделение было отправлено в провинцию Герат и подчинено итальянскому контингенту (а албанские медики некоторое время работали вместе с медиками военного контингента Чехии).
В конце июля 2010 года подразделение из 44 албанских военнослужащих было направлено для участия в боевых операциях в провинции Кандагар. В феврале 2012 года в селении Robat в окрестностях города Кандагар местные афганские полицейские открыли огонь по коалиционным войскам из пяти автоматов и одного ручного пулемёта. В боестолкновении были ранены три иностранных военнослужащих (в том числе, два офицера албанской армии из подразделения «Eagle 4»). В дальнейшем, капитан Feti Vogli умер от полученных ранений, а тяжелораненый капрал Aleksander Jak Peci был в коматозном состоянии доставлен в военный госпиталь. После перестрелки 11 афганских полицейских в селении были арестованы.
По состоянию на 1 августа 2013 года, численность контингента составляла 105 военнослужащих.
28 декабря 2014 года командование НАТО объявило о том, что операция «Несокрушимая свобода» в Афганистане завершена. Тем не менее, боевые действия в стране продолжались и иностранные войска остались в стране — в соответствии с начатой 1 января 2015 года операцией «Решительная поддержка», хотя общая численность войск НАТО (в том числе, Албании) была уменьшена.
С начала 2015 года до 2020 гг. численность действовавшего в составе западного регионального командования «TAAC – West» военного контингента Албании оставалась постоянной и составляла 99 военнослужащих.
19 января 2021 года в Афганистане умер майор албанской армии Xhevahir Jazaj.
В феврале 2021 года численность военного контингента Албании составляла 99 военнослужащих, которые несли службу на двух военных базах (в Кабуле и в провинции Герат).
14 апреля 2021 года президент США Джо Байден объявил о планах начала вывода американских войск из Афганистана в мае 2021 с завершением этого процесса к 11 сентября 2021 года. В этот же день решение о выводе войск «в течение нескольких следующих месяцев» приняли страны НАТО. 21 июня 2021 года Албания завершила эвакуацию войск и участие в операции.

## Результаты
Потери албанского контингента составили двух военнослужащих погибшими и не менее 1 раненым.
Помимо прямых военных расходов, Албания предоставляла военную помощь Афганистану.
- в декабре 2010 года правительство сообщило о отправке 30 000 шт. 7,62-мм автоматов Калашникова и 50 млн патронов 7,62 × 39 мм к ним (которые стали частью пакета военной помощи правительству Исламской Республики Афганистан от блока НАТО)[3].

20 августа 2021 года сотрудник госдепартамента США Нед Прайс заявил на пресс-конференции, что Албания входит в число стран, которые согласились принять на своей территории беженцев из Афганистана.